# Al Nassr FC
Câu lạc bộ bóng đá Al Nassr (tiếng Ả Rập: نادي النصر السعودي; Naṣr có nghĩa là Chiến thắng) là một câu lạc bộ bóng đá Ả Rập Xê Út có trụ sở tại Riyadh. Được thành lập vào năm 1955, câu lạc bộ chơi các trận đấu trên sân nhà tại Mrsool Park. Màu sắc truyền thống của đội là màu vàng và màu xanh.
Al Nassr là một trong những câu lạc bộ thành công nhất ở Ả Rập Xê Út, giành được 28 chức vô địch ở cấp độ của tất cả các giải đấu. Ở cấp độ trong nước, câu lạc bộ đã giành được 9 chức vô địch Saudi Pro League, 6 Cúp nhà Vua, 3 Cúp Thái tử, 3 Cúp Liên đoàn và 2 Siêu cúp Ả Rập Xê Út. Ở cấp độ quốc tế, họ đã giành được hai Giải vô địch GCC và giành được cú đúp châu Á lịch sử vào năm 1998 khi giành được cả Asian Cup Winners' Cup và Siêu cúp châu Á.

## Lịch sử

### Khởi đầu và những thành công (1955–1989)
Al Nassr được thành lập vào năm 1955 bởi Zeid Bin Mutlaq Al-Ja'ba Al-Dewish Al-Mutairi. Buổi tập diễn ra tại một sân chơi cũ ở Gashlat Al-Shortah phía tây Al-Fotah Garden, nơi có một sân bóng nhỏ và một căn phòng nhỏ để đựng bóng và áo sơ mi. Ngoài anh em nhà Al-Ja'ba, Ali và Issa Al-Owais là một trong những người đầu tiên làm việc tại câu lạc bộ.
Câu lạc bộ hoạt động như một câu lạc bộ nghiệp dư cho đến năm 1960 khi được đăng ký chính thức với Tổng thống Phúc lợi Thanh niên. Vào thời điểm này, Abdul Rahman bin Saud Al Saud trở thành người đứng đầu Al Nassr. Al Nassr bắt đầu ở giải hạng hai của giải đấu. Họ được thăng hạng nhất vào năm 1963. Trong những năm 1970 và 1980, câu lạc bộ đã giành được bốn chức vô địch Giải Ngoại hạng Ả Rập Xê Út, sáu Cúp Nhà vua, ba Cúp Thái tử và ba Cúp Liên đoàn. Thành công của đội được xây dựng xung quanh "Bộ ba vàng Ả Rập" gồm Majed Abdullah, Fahd Al-Herafy và Mohaisn Al-Jam'aan.

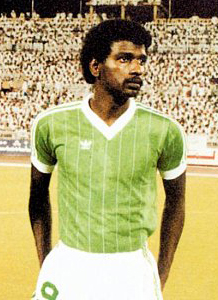
Majed Ahmed Abdullah là cầu thủ dẫn đầu mọi thời đại của Al-Nassr về số bàn thắng ghi được và số lần ra sân.

### Những năm 90 (1989–2002)
Trong những năm 1990, Al Nassr đã giành thêm hai chức vô địch Giải Ngoại hạng Ả Rập Xê Út, một Cúp Nhà vua và một Cúp Liên đoàn. Họ cũng đã thành công trong một số giải đấu quốc tế, giành được hai Giải vô địch GCC, một Cúp vô địch Cúp bóng đá châu Á và một Siêu cúp châu Á. Với tư cách là nhà vô địch Siêu cúp châu Á, Al-Nassr FC đã đại diện cho khu vực AFC tham dự Giải vô địch bóng đá thế giới các câu lạc bộ đầu tiên ở Brazil vào năm 2000. Tại giải đấu, Al Nassr đã đấu với Sport Club Corinthians Paulista, Real Madrid và Raja Casablanca, và đứng thứ 3 trong nhóm. Al Nassr đã giành được giải Fair Play của cuộc thi.

### Thất bại (2003–2007)
Sau khi Bộ ba vàng nghỉ hưu, Al Nassr đã gặp phải một số thất bại lớn. Vào năm 2006–07, câu lạc bộ chỉ tránh được việc xuống hạng vào ngày cuối cùng của mùa giải, điều này đã thúc đẩy các thành viên danh dự của câu lạc bộ bắt đầu một kế hoạch dài hạn hiệu quả, nhằm cách mạng hóa ban lãnh đạo và các thành viên trong nhóm.

### Trở lại chiến thắng (2008–nay)
Sau một cuộc đại tu nhân sự, Al Nassr tiếp tục giành được Cúp Liên đoàn 2008 trước đối thủ cùng thành phố, Al Hilal. Câu lạc bộ về thứ ba trong 2009–10 giành suất tham dự Asian Champions League cho mùa giải tiếp theo. Ở mùa giải 2011–12, Al Nassr lọt vào trận chung kết King Cup, chỉ để kết thúc với vị trí á quân, và ở mùa giải 2012–13, Al Nassr tiếp tục những bước đi vững chắc để trở lại với gã khổng lồ Ả Rập Xê Út trước đây, nơi nó đã lọt vào Cúp Thái tử vào chung kết, chỉ để thua Al Hilal trên chấm luân lưu.
Vào năm 2013–14, Al Nassr cuối cùng đã đạt được mục tiêu dài hạn là trở lại giai đoạn đăng quang, bằng cách lập cú đúp ấn tượng trước đối thủ cùng thành phố Al Hilal ở cả giải VĐQG và Cúp Thái tử. Sau đó, đội đã đủ điều kiện tham dự AFC Champions League 2015 sau thành tích đáng kinh ngạc.
Trong mùa giải 2014–15, Al Nassr tiếp tục bảo vệ danh hiệu với tư cách là nhà vô địch, bằng cách vô địch giải đấu và lọt vào trận chung kết Cúp Nhà vua, cũng như lọt vào vòng bán kết của Thái tử. Danh tính của một nhà vô địch trở lại vẫn tồn tại trong các hội trường câu lạc bộ.
Trong mùa giải 2018–19, Al Nassr đã vô địch giải đấu cũng như lọt vào bán kết Cúp Nhà vua và tứ kết Giải vô địch châu Á.
Trong cả hai năm 2020 và 2021, Al Nassr đã liên tiếp giành được Siêu cúp Ả Rập Xê Út, đánh bại Al Taawoun FC 1–1 (5–4 sau loạt sút luân lưu) vào năm 2020 và đánh bại đối thủ sừng sỏ cùng thành phố, Al Hilal SFC, 3–0 trong năm 2021.
Vào ngày 30 tháng 12 năm 2022, Al Nassr đã ký hợp đồng với Cristiano Ronaldo, sau khi cầu thủ người Bồ Đào Nha rời Manchester United theo thỏa thuận chung. Hợp đồng của Cristiano Ronaldo sẽ có thời hạn hai năm rưỡi cho đến năm 2025, với tổng mức lương lên tới 200 triệu euro mỗi năm, được cho là mức lương cao nhất từng được trả cho một cầu thủ bóng đá chuyên nghiệp. Anh đã tạo ra tác động ngay lập tức đến lượng người theo dõi toàn cầu đối với câu lạc bộ, với tài khoản Instagram của họ tăng từ 860.000 người theo dõi trước khi anh ấy chuyển sang lên hơn 10 triệu người theo dõi chưa đầy một tuần sau đó.

## Huy hiệu và màu sắc
Al-Nassr (tiếng Ả Rập: النصر) là từ tiếng Ả Rập có nghĩa là "chiến thắng". Các câu lạc bộ có cùng tên được tìm thấy ở Oman, Kuwait, Bahrain, UAE và Libya nhưng câu lạc bộ Ả Rập Xê Út là câu lạc bộ đầu tiên lấy tên này.
Logo của câu lạc bộ đại diện cho bản đồ của Ả Rập với màu vàng và màu xanh lam. Màu vàng cho cát tuyệt đẹp của sa mạc Ả Rập và màu xanh lam cho nước tuyệt đẹp ở biển Ả Rập, vịnh Ba Tư và biển Đỏ xung quanh bán đảo Ả Rập. Gần đây, logo cũ đã được thay thế bằng một "phiên bản hiện đại hơn", nhưng vẫn bị ảnh hưởng nhiều bởi logo cũ của câu lạc bộ. Logo mới chỉ đại diện cho đội bóng trong khi logo cũ đại diện cho toàn bộ câu lạc bộ.

### Nhà cung cấp trang phục thi đấu và nhà tài trợ áo đấu
| Giai đoạn | Nhà cung cấp trang phục | Nhà tài trợ chính trên áo |
| --------- | ----------------------- | ------------------------- |
| 2006–2008 | Lotto                   | Al-Jawal                  |
| 2008–2010 | Lotto                   | STC                       |
| 2010–2012 | Nike                    | STC                       |
| 2012–2013 | NFC                     | STC                       |
| 2013–2014 | NFC                     | Nassrawi.com              |
| 2014–2017 | NFC                     | Mobily                    |
| 2017–2018 | New Balance             | Không có                  |
| 2018–2021 | Victory                 | Etihad Airways            |
| 2021–2022 | Victory                 | Lebara                    |
| 2022–2023 | Duneus                  | Shurfah                   |
| 2023–2024 | Nike                    | KAFD                      |
| 2024–     | Adidas                  | KAFD                      |

## Cầu thủ

### Đội hình đội một
Ghi chú: Quốc kỳ chỉ đội tuyển quốc gia được xác định rõ trong điều lệ tư cách FIFA. Các cầu thủ có thể giữ hơn một quốc tịch ngoài FIFA.
| Số | VT | Quốc gia    | Cầu thủ                        |
| -- | -- | ----------- | ------------------------------ |
| 1  | TM | Ả Rập Xê Út | Amin Bukhari                   |
| 2  | HV | Ả Rập Xê Út | Sultan Al-Ghannam              |
| 3  | HV | Ả Rập Xê Út | Abdullah Madu                  |
| 4  | HV | Ả Rập Xê Út | Mohammed Al-Fatil              |
| 5  | HV | Ả Rập Xê Út | Abdulelah Al-Amri              |
| 6  | TV | Bờ Biển Ngà | Seko Fofana                    |
| 7  | TĐ | Bồ Đào Nha  | Cristiano Ronaldo (đội trưởng) |
| 8  | TV | Ả Rập Xê Út | Abdulmajeed Al-Sulaiheem       |
| 9  | TĐ | Colombia    | Jhon Durán                     |
| 10 | TĐ | Sénégal     | Sadio Mané                     |
| 11 | TV | Ả Rập Xê Út | Khalid Al-Ghannam              |
| 12 | HV | Ả Rập Xê Út | Nawaf Boushal                  |
| 13 | HV | Bờ Biển Ngà | Ghislain Konan                 |
| 14 | TV | Ả Rập Xê Út | Sami Al-Najei                  |
| 15 | HV | Brasil      | Alex Telles                    |
| 16 | TĐ | Ả Rập Xê Út | Mohammed Maran                 |
| 17 | TV | Ả Rập Xê Út | Abdullah Al-Khaibari           |
| 18 | TĐ | Ả Rập Xê Út | Abdulfattah Adam               |
| 19 | TV | Ả Rập Xê Út | Ali Al-Hassan                  |
| 21 | TV | Ả Rập Xê Út | Mukhtar Ali                    |

| Số | VT | Quốc gia    | Cầu thủ             |
| -- | -- | ----------- | ------------------- |
| 23 | TV | Ả Rập Xê Út | Ayman Yahya         |
| 24 | HV | Ả Rập Xê Út | Mohammed Qassem     |
| 25 | TV | Bồ Đào Nha  | Otávio              |
| 27 | HV | Tây Ban Nha | Aymeric Laporte     |
| 29 | TV | Ả Rập Xê Út | Abdulrahman Ghareeb |
| 30 | TĐ | Ả Rập Xê Út | Meshari Al-Nemer    |
| 31 | TV | Ả Rập Xê Út | Mohammed Sahlouli   |
| 33 | TM | Ả Rập Xê Út | Waleed Abdullah     |
| 41 | TM | Ả Rập Xê Út | Mohammed Al-Otaibi  |
| 44 | TM | Ả Rập Xê Út | Nawaf Al-Aqidi      |
| 46 | TV | Ả Rập Xê Út | Abdulaziz Al-Elewai |
| 55 | HV | Ả Rập Xê Út | Abdulaziz Al-Faraj  |
| 56 | TĐ | Ả Rập Xê Út | Fahad Al-Zubaidi    |
| 59 | HV | Ả Rập Xê Út | Yousef Haqawi       |
| 77 | TV | Croatia     | Marcelo Brozović    |
| 78 | HV | Ả Rập Xê Út | Ali Lajami          |

### Cầu thủ chưa được đăng ký
Ghi chú: Quốc kỳ chỉ đội tuyển quốc gia được xác định rõ trong điều lệ tư cách FIFA. Các cầu thủ có thể giữ hơn một quốc tịch ngoài FIFA.
| Số | VT | Quốc gia    | Cầu thủ             |
| -- | -- | ----------- | ------------------- |
| 20 | HV | Ả Rập Xê Út | Hamad Al Mansour    |
| 31 | TV | Ả Rập Xê Út | Mohammed Suhluli    |
| 38 | TV | Ả Rập Xê Út | Fahad Al-Taleb      |
| 39 | TV | Syria       | Khaled Al-Hamoush   |
| 41 | TM | Ả Rập Xê Út | Mohammed Al-Otaibi  |
| 42 | HV | Ả Rập Xê Út | Mansour Al-Shammari |

| Số | VT | Quốc gia    | Cầu thủ            |
| -- | -- | ----------- | ------------------ |
| 55 | HV | Ả Rập Xê Út | Abdulaziz Al-Faraj |
| 57 | TĐ | Ả Rập Xê Út | Muhannad Barah     |
| 58 | HV | Ả Rập Xê Út | Aser Hawsawi       |
| 66 | HV | Ả Rập Xê Út | Waleed Saber       |
| 99 | TV | Ả Rập Xê Út | Khalid Haqawi      |

### Cho mượn
Ghi chú: Quốc kỳ chỉ đội tuyển quốc gia được xác định rõ trong điều lệ tư cách FIFA. Các cầu thủ có thể giữ hơn một quốc tịch ngoài FIFA.
| Số | VT | Quốc gia    | Cầu thủ                               |
| -- | -- | ----------- | ------------------------------------- |
| 20 | HV | Ả Rập Xê Út | Hamad Al Mansour (mượn từ Al-Okhdood) |

| Số | VT | Quốc gia    | Cầu thủ                                |
| -- | -- | ----------- | -------------------------------------- |
| 42 | HV | Ả Rập Xê Út | Mansour Al-Shammari (mượn từ Al-Hazem) |

## Nhân sự

### Nhân viên kỹ thuật hiện tại
| Vai trò                                             |                  |
| --------------------------------------------------- | ---------------- |
| Huấn luyện viên trưởng                              | Stefano Pioli    |
| Trợ lý huấn luyện viên trưởng                       | Luciano Vulcano  |
| Huấn luyện viên thủ môn                             | Tony Mingual     |
| Chuyên gia vật lý trị liệu                          | Roberto Morosi   |
| Bác sĩ trưởng khoa                                  | Carlos Miguel    |
| Huấn luyện viên cho cầu thủ trẻ                     | Ivan Matić       |
| Huấn luyện viên cho cầu thủ trẻ                     | Džemal Adilji    |
| Nhà phân tích video                                 | Gianmarco Pioli  |
| Nhà phân tích trận đấu                              | Jesse Fioranelli |
| Giám đốc thể thao                                   | Fernando Hierro  |
| Trợ lý giám đốc thể thao & Trưởng phòng tuyển trạch | Adrián Espárraga |
| Giám đốc điều hành                                  | Guido Fienga     |
| Nhà tuyển trạch cầu thủ tài năng                    | Marcelo Salazar  |
| Nhà tuyển trạch cầu thủ                             | Rafa Gil         |
| Giám đốc bóng đá                                    | Omar Hawsawi     |

### Thành viên Hội đồng quản trị
| Văn phòng                                              | Tên                   |
| ------------------------------------------------------ | --------------------- |
| Chủ tịch                                               | Musalli Al-Muammar    |
| Thành viên HĐQT, Giám đốc điều hành                    | Ahmed Ghamdi          |
| Thành viên HĐQT, Tổng thư ký                           | Muhammad Al-Musbil    |
| Thành viên Hội đồng, Thủ quỹ                           | Muhammad Al-Shanifi   |
| Thành viên Hội đồng                                    | Muhammad Al-Shetawi   |
| Thành viên Hội đồng                                    | Turki Al-Shweier      |
| Thành viên Hội đồng                                    | Ibrahim Al-Deghether  |
| Thành viên Hội đồng                                    | AbdulKarim Al Mansour |
| Thành viên Hội đồng                                    | Majed Al-Jam'an       |
| Thành viên Hội đồng, Giám đốc Truyền thông và Liên lạc | Abdulrahman Al-Shehri |

### Các cựu huấn luyện viên
- Ahmed Al-Joker (1960–62)
- Ahmied Abdullah (1962–65)
- Lamaat Qatna (1966–67)
- Abdulmajid Tarnah (1967–69)
- Hassan Sultan (1969–70)
- Zaki Osman (1971)
- Mimi Abdulmajid (1972)
- Hassan Khairi (1973–74)
- Mahmoud Abu Rojeila (1975)
- Vivas (1976)
- Ljubiša Broćić (1976–79)
- Chico Formiga (1980–81)
- Mário Zagallo (1981)
- Francisco Sarno (1983)
- José Chira (1983)
- Carpergiani (1983–84)
- Robert Herbin (1985–86)
- Billy Bingham (1987–88)
- Joel Santana (1988–89)
- Yousef Khamis (1989, 1995, 2000, 2006)
- Claudio Deorati (1990)
- Nasser Al-Johar (1990–91, 1993)
- Dragoslav Šekularac (1992)
- Qadies (1992–93)
- Majed Abdullah (1993)
- Jean Fernandez (1993–94, 1995–96, 1998)
- Henri Michel (1995)
- Ilie Balaci (1996–97)
- Dimitar Penev (1997)
- Dušan Uhrin (1997–98)
- Dutra (1998–99)
- Procópio Cardoso (1999)
- Milan Živadinović (2000)
- Artur Jorge (2000–01, 2006)
- Héctor Núñez (2001)
- Salih Al-Mutlaq (2001)
- Jorge Habegger (2001–02, 2006–07)
- Julio Asad (2002–03, 2007)
- Ljubiša Tumbaković (2003)
- Mircea Rednic (2004)
- Mohsen Saleh (2004)
- Dimitar Dimitrov (2004–05)
- Mariano Barreto (2005–06)
- Khalid Al-Koroni (2006)
- Ednaldo Patrício (2007)
- Foeke Booy (2007)
- Rodion Gačanin (2008)
- Edgardo Bauza (2009)
- Jorge da Silva (2009–10, 2014–15)
- Walter Zenga (2010)
- Dragan Skočić (2011)
- Gustavo Costas (2011)
- Ali Kmeikh (2011)
- Francisco Maturana (2011–12)
- José Daniel Carreño (2012–14, 2018)
- Raúl Caneda (2014, 2016)
- René Higuita (tạm quyền) (2015, 2016)
- Fabio Cannavaro (2016)
- Zoran Mamić (2016–17)
- Patrice Carteron (2017)
- Ricardo Gomes (2017)
- Gustavo Quinteros (2017–18)
- Hélder (tạm quyền) (2018–19)
- Rui Vitória (2019–20)
- Alen Horvat (2020–21)
- Mano Menezes (2021)
- Pedro Emanuel (2021)
- Miguel Ángel Russo (2021–22)
- Rudi Garcia (2022–23)
- Dinko Jeličić (tạm quyền) (2023)
- Luís Castro (2023–)

### Lịch sử chủ tịch

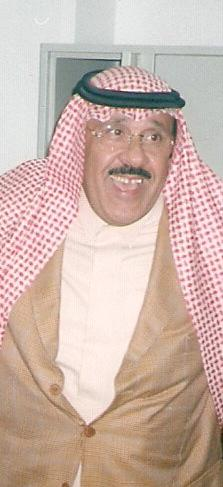
Abdul Rahman bin Saud bin Abdulaziz, chủ tịch Al-Nassr trong hơn 39 năm.

| #  | Tên                                      | Từ   | Đến  |
| -- | ---------------------------------------- | ---- | ---- |
| 1  | Mr. Zeid Al-Ja'ba                        | 1955 | 1956 |
| 2  | Mr. Ahmed Abdullah Ahmed                 | 1956 | 1960 |
| 3  | Mr. Mohammed Asaad Al-Wehaibi            | 1960 | 1960 |
| 4  | Mr. Mohammed Ahmed Al-Odaini             | 1960 | 1960 |
| 5  | Prince Abdul Rahman bin Saud             | 1960 | 1969 |
| 6  | Prince Sultan bin Saud                   | 1969 | 1975 |
| 7  | Prince Abdul Rahman bin Saud             | 1975 | 1997 |
| 8  | Prince Faisal bin Abdul Rahman bin Saud  | 1997 | 2000 |
| 9  | Prince Abdul Rahman bin Saud             | 2000 | 2005 |
| 10 | Prince Mamdouh bin Abdul Rahman bin Saud | 2005 | 2006 |
| 11 | Prince Faisal bin Abdul Rahman bin Saud  | 2006 | 2009 |
| 12 | Prince Faisal bin Turki bin Nasser       | 2009 | 2017 |

## Danh hiệu
Al-Nassr đã giành được tổng cộng 27 chức vô địch. Câu lạc bộ nắm giữ nhiều kỷ lục trong nước và quốc tế. Câu lạc bộ được FIFA công nhận là câu lạc bộ châu Á đầu tiên thi đấu ở cấp độ quốc tế, đồng thời là câu lạc bộ đầu tiên trên thế giới giành được Giải thưởng Fair Play của FIFA tại Giải vô địch bóng đá thế giới các câu lạc bộ. Ở cấp độ châu lục, Al-Nassr đã góp mặt ở 4 trận chung kết cúp châu Á, với hai chiến thắng và hai lần là á quân.

## Những cầu thủ nổi tiếng
Lưu ý: danh sách này bao gồm những cầu thủ đã xuất hiện trong ít nhất 100 trận đấu của giải đấu và/hoặc đã đạt đến vị trí quốc tế.
| - Cristiano Ronaldo - Hysen Zmijani - Moussa Saïb - Julio César Baldivieso - Denílson - Luiz Gustavo - Paulo Nunes - Toninho - Hristo Stoichkov - Vincent Aboubakar - David Ospina - Carlos Tenorio | - Hossam Ghaly - Ohene Kennedy - Angelos Charisteas - Nashat Akram - Youssouf Falikou Fofana - Bader Al-Mutawa - Nordin Amrabat - Abderrazak Hamdallah - Ahmed Musa - Amad Al-Hosni - Roberto Palacios | - Adrian Mierzejewski - Mohammad Abdeli - Hussein Abdulghani - Majed Abdullah - Fuad Anwar - Mohaisen Al-Jam'an - Fahad Al-Huraifi - Yousef Khamees - Mohammad Al-Sahlawi - Lee Chun-soo - Kim Jin-su |